# 甘纳许
甘納許（法語：ganache）是一種由巧克力和鮮奶油組成的一種柔滑的奶油，主要用於夾心巧克力的軟心和一些糕點之用，在法语中原意是咒罵詞「笨蛋」。

## 製作方法
加熱同等份量的鮮奶油和切碎的巧克力，先把奶油加熱，再把鮮奶油澆在巧克力上面。把混合物打至順滑，必要時加利口酒或者香料提取物增添風味。如需更光亮的外觀和柔滑的口感，就會另外加上牛油。 
另外，也有一些如栗子甘納許的特色甘納許。